# 군서북초등학교
군서북초등학교는 대한민국 전라남도 영암군 군서면 온천로 180 (해창리)에 있었던 초등학교이며 연혁 비석이 있다.

## 연혁
- 1937년 4월 4일 구림공립보통학교 부설 해창간이학교 개교
- 1943년 5월 23일 군서북공립국민학교 승격
- 1996년 3월 1일 군서북초등학교로 개칭
- 1999년 9월 1일 폐교